# 白花蛇草水

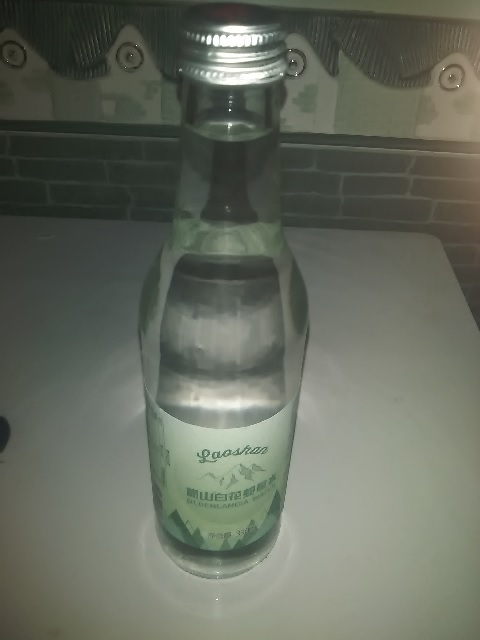
一瓶330ml装崂山白花蛇草水

白花蛇草水，是一种以白花蛇舌草为成分的饮料，最早由中华人民共和国山东省青岛崂山矿泉水有限公司于1962年开始生产。

## 历史
1962年，根据当时外贸部门反馈的外商需求信息，为适应市场需求，丰富产品品种和扩大出口创汇的规模，崂山矿泉水公司的前身——青岛汽水厂联合青岛医学院（现青岛大学医学院）研究所、青岛疗养院等单位，研制出了以白花蛇舌草与崂山矿泉水等为原料调制而成的“崂山白花蛇草水”。白花蛇草水自问世以来，畅销东南亚地区多年，累计出口到20多个国家和地区。据称，白花蛇草水也得到了柬埔寨前国王西哈努克、新加坡前总理吴作栋等国际政要的青睐。
根据崂山矿泉水公司的介绍，白花蛇草水具有能有效解酒、护肝、养胃、解毒、清热等作用，故可被视为一种健康饮品。

## 品种
目前市面上共有3种规格包装的崂山白花蛇草水，分别为易拉罐装330ml、玻璃瓶装270ml和330ml规格。

## 口感
由于怪异的口味，白花蛇草水曾被中国大陆网友列入“最难喝的饮料top5”之一（另外四种为东方树叶、格瓦斯、黑松沙士和红色尖叫），有网店以此为噱头，搭配销售包括白花蛇草水在内的“最难喝饮料”。
2016年4月，崂山矿泉水公司官方微博宣布，响应“一带一路”号召，企业进驻利比里亚。微博配图显示，几名当地人正在搬运白花蛇草水。